# 黃礱
黃礱（16世紀—16世紀），字金卿，廣東廣州府新會縣橫頭路村人，明朝政治人物。

## 生平
黃礱個性孝友，十七歲成生員，父親去世後以土塊作枕，睡在草墊上，不茹酒肉三年，嘉靖二十二年（1543年）癸卯科廣東鄉試第六十五名舉人，母親去世後仍恪守禮法，侍奉兄長黃碧猶如父親，考選授普安州知州，興學育才，教化土官，州民愛戴如父母一樣，陞慶遠同知，改和曲州知州，往返普安州時百姓攀留不得，辭官回鄉後兄長黃碧去世，他傷心得如喪父般，俸祿都分給兄弟，對子孫說：「我平生不玷辱祖宗，不玷辱名教，不玷辱衙門。」去世後喪葬不用道佛儀式。

## 引用
1. 1 2  道光《新會縣志·卷八·人物上》：黃礱，字金卿，橫頭路村人，性孝友，年十七補諸生，父終寢苫枕塊不茹酒肉者三年，嘉靖二十二年領鄉薦，及母終守禮尤篤，事兄碧猶父，選知普安州，興學育才，化土官，抑安氏，革應付，民愛如父母，晉廣西慶遠同知，改知雲南和曲州，往返普安百姓攀留至不得行，抵家兄碧逝哀若喪父，均俸諸兄弟，嘗示子孫曰：「予平生不玷辱祖宗，不玷辱名教，不玷辱衙門。」喪祭不用黃冠浮屠。